# Kalifat von Córdoba

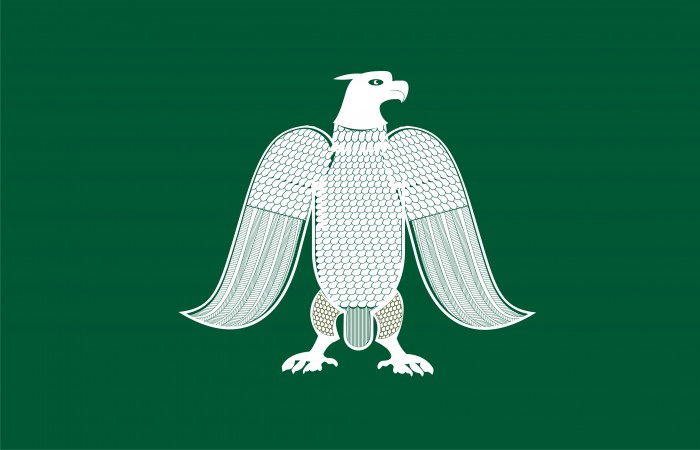
Standarte des Kalifats unter Kalif Abdurrahman III.

Das Kalifat von Córdoba war ein islamischer Staat auf dem Gebiet der Iberischen Halbinsel in den Jahren von 929 bis 1031.

## Vorgeschichte: Das Emirat von Córdoba

Das Kalifat von Córdoba (um 1000)

Nachdem der Umayyade Abd ar-Rahman I. im Jahr 756 in al-Andalus gelandet war und den Statthalter von Córdoba vertrieben hatte, gründete er das Emirat von Córdoba. Damit verhinderte er, dass die Abbasiden, die die Umayyaden kurz zuvor in einem Bürgerkrieg gestürzt hatten, auch die Iberische Halbinsel unter ihre Kontrolle bringen konnten. Das Emirat war in der Folgezeit mehreren Aufständen von Berberstämmen oder arabischen Aristokraten ausgesetzt, so dass das Reich erst Anfang des 10. Jahrhunderts endgültig befriedet werden konnte.
Den letzten Widerstand konnte Abd ar-Rahman III. (reg. 912–961) niederschlagen. Nach der Befriedung von al-Andalus nahm er im Jahr 929 den Titel eines Kalifen an. Grund war unter anderem der Aufstieg der schiitischen Fatimiden im Maghreb, die ebenfalls das Kalifat für sich beanspruchten. Bei den folgenden Machtkämpfen konnten die Umayyaden ihre Stützpunkte in Tanger und Ceuta behaupten. Allerdings kam es nicht zu direkten Kämpfen der Kontrahenten, da sich beide Mächte mit den Berberstämmen in Marokko und Algerien verbündeten. Den Umayyaden schlossen sich vor allem die Magrawa, die Idrisiden und die Salihiden an.

## Zeit des Kalifats (929–1031)

### Blütezeit (929–1008)
Das muslimische Reich war den christlichen Reichen Kastilien, León und Navarra trotz einiger Niederlagen (z. B. in der Schlacht von Simancas) meist überlegen, so dass León, Kastilien und die Grafschaft Barcelona die Oberhoheit der Umayyaden anerkennen und Tribute zahlen mussten.
Unter Abd ar-Rahman III. kam es zu einem großen Aufschwung der Wirtschaft und des Handels. Auch Kultur und Wissenschaft wurden gefördert. Córdoba stieg dabei mit fast 500.000 Einwohnern neben Konstantinopel und Bagdad zu einem der bedeutendsten Kulturzentren im Mittelmeerraum auf. Das Umayyaden-Kalifat von Córdoba war das Zentrum islamischer Kultur und arabischer Sprache des muslimischen Westens. Es galt als eines der reichsten und kultiviertesten Länder seiner Zeit. 
Wenige Kilometer von Cordoba entfernt ließ Abd ar-Rahman III. in der Zeit ab 936 eine neue Stadt Madīnat az-zahrāʾ unter der Aufsicht des Architekten Maslama ibn Abdallah erbauen; im Jahr 945 zog der Hof von Córdoba in die neue Residenzstadt. Dort wirkten Philosophen und Wissenschaftler wie der Gelehrte Albucasis und Maslama al-Madschriti sowie der jüdische Leibarzt Chasdai ibn Schaprut.
Der Nachfolger Al-Hakam II. (reg. 961–976) förderte ebenfalls Wirtschaft, Kultur und Wissenschaft. So gründete er eine große Bibliothek mit über 500.000 Büchern und erweiterte die Hauptmoschee von Córdoba. Allerdings zog sich Al-Hakam II. aus der Tagespolitik zurück und überließ die Kriegsführung seinen Generälen und die Verwaltung den Wesiren.
Sein minderjähriger Nachfolger Hischam II. (reg. 976–1009) wurde bald vom Wesir Abi Amir al-Mansur/Almansor von der Macht verdrängt. Unter Almansor wurden Barcelona, Kastilien und León erfolgreich angegriffen und unterworfen; im Jahr 997 eroberten seine Truppen den christlichen Wallfahrtsort Santiago de Compostela. Nach dem Tod Abi Amir al-Mansurs im Jahr 1002 brachen unter seinen Nachkommen bald Machtkämpfe um das Amt des Kämmerers aus, die das Kalifat erheblich schwächten (→ Amiriden).
Im 10. Jahrhundert brachten jüdische Händler Slawen aus heidnischen Gebieten östlich der Elbe über Koblenz und Südfrankreich nach Spanien.

### Niedergang (1009–1031)

Herrschaftsbereich des Taifa von Córdoba nach 1031

Im Jahr 1009 wurden Hischam II. und der Nachfolger Almansors durch einen Aufstand unter Muhammad II. in Córdoba gestürzt. Allerdings erstürmten die Berbertruppen Almansors Córdoba und plünderten die Stadt. Hier kam wieder der alte Konflikt zwischen Arabern und Berbern zum Ausbruch. In der Folgezeit kam es zu heftigen Kämpfen zwischen den Berbern, der arabischen Aristokratie und Sklaventruppen, von denen diejenigen, die jeweils Córdoba kontrollierten, einen Kalifen einsetzten. Gleichzeitig machten sich die Provinzen unter eigenen Dynastien vom Kalifat Córdoba selbständig (Taifa-Königreiche), so dass der Herrschaftsbereich des Kalifats bald nur noch die Stadt Córdoba und deren Umland umfasste. Die gesamten Machtkämpfe der Muslime in al-Andalus konzentrierten sich vor allem um Córdoba. Die anderen Gebiete des Reiches waren davon in der Regel kaum betroffen.
In den Jahren von 1016 bis 1023 wurden die Umayyaden von den berberischen Hammudiden vom Kalifat verdrängt. Zwar wurden nach 1023 wieder Umayyaden als Kalifen in Córdoba eingesetzt, doch hatte der Kalif den Einfluss über das Reich völlig verloren und kontrollierte nur noch Córdoba. Im Jahr 1031 wurde mit Hischam III. der letzte Umayyadenkalif durch die Notabeln von Córdoba abgesetzt und das Kalifat endgültig aufgehoben. Hischam III. starb in der Verbannung (1036). Der arabische Einflussbereich war vollends in die verschiedenen Taifa-Königreiche zerfallen, die sich unter ihren bisherigen Statthaltern selbstständig gemacht hatten, bevor al-Andalus ab Ende des 11. Jahrhunderts zunehmend unter die Regentschaft aus Nordafrika zunächst der Almoraviden und dann der Almohaden geriet.
Die Periode von 1009–1031 mit ihren Palastrevolten und Bürgerkriegen wird als Fitna in al-Andalus bezeichnet.

## Kulturelle und zivilisatorische Bedeutung
Der islamische Jurist, Theologe und Philosoph Abu al-Walid Muhammad Ibn Ruschd (lateinisch Averroes) (1126–1198) wandte sich gegen den Fatalismus, der Christentum wie Islam gleichermaßen durchdrang. Stattdessen entwickelte er die Vorstellung, die materielle Welt sei ewig und Gott nur ein Teil der Welt, eine Art innerer Motor. Eine göttliche Schöpfung, eine creatio ex nihilo, schloss er nach Studium der Schriften aus, ebenso die Existenz einer unsterblichen Seele und der Auferstehung. Diese differenzierte Position des Averroes wurde über seine Schriften weit ins mittelalterliche Europa getragen und resultierte im so genannten Averroismus, der jedwede Göttlichkeit verleugnete und zu einer der Urquellen der europäischen Vernunftphilosophie wurde, zum Ideal einer von religiösen Prämissen freien Erkenntnis. Seit 1230 wurde der Kommentar des Averroes im Westen bekannt. Er spielt eine Rolle bei Albertus Magnus und Thomas von Aquin. Auf zwei Synoden wurden die Hauptlehren des Averroismus in den Jahren 1270 und 1277 unter dem Pariser Bischof Étienne Tempier verurteilt.
Der Arzt Abu al-Cassis al-Zahri verfasste im 10. Jahrhundert das medizinische Kompendium At-Tasrif, das sich schnell zu einem Standardwerk entwickelte und ca. 500 Jahre lang als Lehrmaterial in den Universitäten Europas diente. In seiner praktischen Tätigkeit benutzte er Katzendarm zum Verschließen von Wunden nach operativen Eingriffen.

## Herrscherliste
- Abd ar-Rahman III. (912–961, Kalif ab 929)
- al-Hakam II. (961–976)
- Hischam II. (976–1009)
- Muhammad II. al-Mahdi (1009)
- Sulaiman al-Mustain (1009–1010)
- Muhammad II. al-Mahdi (1010, erneut)
- Hischam II. (1010–1013, erneut)
- Sulaiman al-Mustain (1013–1016, erneut)
- Ali ibn Hammud al-Nasir (1016–1018)
- Abd ar-Rahman IV. (1018)
- al-Qasim al-Mamun (1018–1021)
- Yahya al-Mutali (1021–1023)
- Abd ar-Rahman V. (1023–1024)
- Muhammad III. (1024–1025)
- Yahya al-Mutali (1025–1026, erneut)
- Hischam III. (1026–1031)